# Джон-Девід Бартоу
Джон-Девід Френсіс Бартоу (англ. John-David Francis Bartoe; нар. 17 листопада 1944, Абінгтон, штат Пенсильванія, США) — американський астрофізик. Він науковий керівник Міжнародної космічної станції (МКС) в Космічний центрі імені Ліндона Джонсона. Він здійснює нагляд за Керівник програми, що стосуються науково-дослідного потенціалу, науково-дослідних обладнання та плани наукових досліджень на МКС. У цивільним службовцям ВМС США, він летів на борту космічної місії шаттла STS-51-F як фахівець з корисного навантаження.

## Біографія
З 1966 по 1988 рік Бартоу працював астрофізиком у Військово-морської дослідницької лабораторії в Вашингтоні, округ Колумбія, і опубліковано понад 60 наукових робіт в галузі фізики сонячних спостережень і приладів. Він отримав ступінь бакалавра наук з фізики в університеті Ліхай (1966) і ступінь магістра наук і доктора філософії з фізики в Джорджтаунському університеті (1974 і 1976 роках, відповідно).
Бартоу є членом Асоціації дослідників космосу, а також є головою Комітету з космічного станцій Міжнародна федерація астронавтики. Його нагороди включають НАСА Виключні Медаль досягнень, Військово-морського флоту Шановні цивільної нагороди Service, премії польоту Досягнення американської астронавтики суспільство, NASA Space Flight Medal, і NASA Skylab Achievement Award.

## Джерело
- Офіційна біографія НАСА [Архівовано 23 листопада 2013 у Wayback Machine.](англ.)